# Kôprovský potok
Kôprovsky potok je potok ve Vysokých Tatrách a Západních Tatrách na Slovensku, který odvodňuje Kôprovskou dolinu. Je to levá zdrojnice Belé. Je dlouhý 16 km. Název potoka je odvozen od názvu doliny, která ho získala od koprníčku bezobalého (slovensky kôprovníček bezobalný), který se zde hojně vyskytuje.

## Průběh toku
Vzniká soutokem dvou hlavních zdrojnic, Hlinského potoka, který odvodňuje Hlinskou dolinu a Temnosmrečinského potoka, který odvodňuje Temnosmrečinskou dolinu v nadmořské výšce 1384 m. Od jejich soutoku protéká nejprve na západ a poté na jihozápad zalesněnou Kôprovskou dolinou. Postupně přibírá mnohé přítoky, z nichž nejdelší přitéká ze Škaredého žľabu a rozšiřuje své koryto. Postupně se otáčí na západ a těsně před soutokem na krátkém úseku na severozápad. U osady Tichá se spojuje v nadmořské výšce 976,8 m s Tichým potokem a vytváří řeku Belou.

### Přítoky
- zprava – Temnosmrečinský potok (zdrojnice), přítok z Kobylí doliny, Garajov potok, Turkov potok, Vyšná Závrať, Závrať (1279,7 m), přítok ze severovýchodního svahu Krížne (2038,7 m), přítok z jihozápadního svahu Krížne,
- zleva – Hlinský potok (zdrojnice), Nefcerský potok, přítok z dolinky Kotlina, přítok ze Škaredého žľabu, čtyři krátké přítoky ze severních a západních svahů Grúnika (1576 m).

## Vodní režim
Řeka má charakter horské bystřiny, která odděluje geomorfologické celky Západní Tatry (část Liptovské kopy) na pravém břehu od Východních Tater (část Vysoké Tatry) na levém břehu. Spolu s Tichým potokem je zdrojnicí Belé. Je typicky vysokohorským typem vodního toku. Má přechodný sněhový typ režimu s nadprůměrnými průtoky od dubna do července (maximum v květnu a červnu) a s minimálními průtoky v lednu a únoru.

## Využití
Od prosince 2004 není sjízdný kvůli kmenům spadlým při vichřici. Za velké vody byl sjízdný od silničního mostu po soutok s Tichým potokem.